# 1140
Évszázadok: 11. század – 12. század – 13. század
Évtizedek: 1090-es évek – 1100-as évek – 1110-es évek – 1120-as évek – 1130-as évek – 1140-es évek – 1150-es évek – 1160-as évek – 1170-es évek – 1180-as évek – 1190-es évek
Évek: 1135 – 1136 – 1137 – 1138 –  1139 – 1140 – 1141 – 1142 – 1143 – 1144 – 1145

## Események
- az év folyamán – 
  - Marburg várossá válása.
  - Martyrius – egykori veszprémi püspök – kerül az egri egyházmegye élére.[1]

## Születések
- III. Rajmund tripoliszi gróf

## Halálozások
- január 12. – I. Lajos, türingiai tartománygrófi (* 1090 körül)
- február 6. – Thurstan, yorki érsek (* 1070 körül)
- február 14. – I. Leó örmény fejedelem, a Hegyek ura (* 1070 körül)
- február 14. – I. Szobeszláv, cseh fejedelem (* 1087 körül)

Bizonytalan dátum
- Toba Sódzsó, japán szerzetes, festő, csillagász (* 1053)